# Robaje
Robaje (em cirílico: Робаје) é uma vila da Sérvia localizada no município de Mionica, pertencente ao distrito de Kolubara, na região de Kolubara Podgorina. A sua população era de 406 habitantes segundo o censo de 2011.

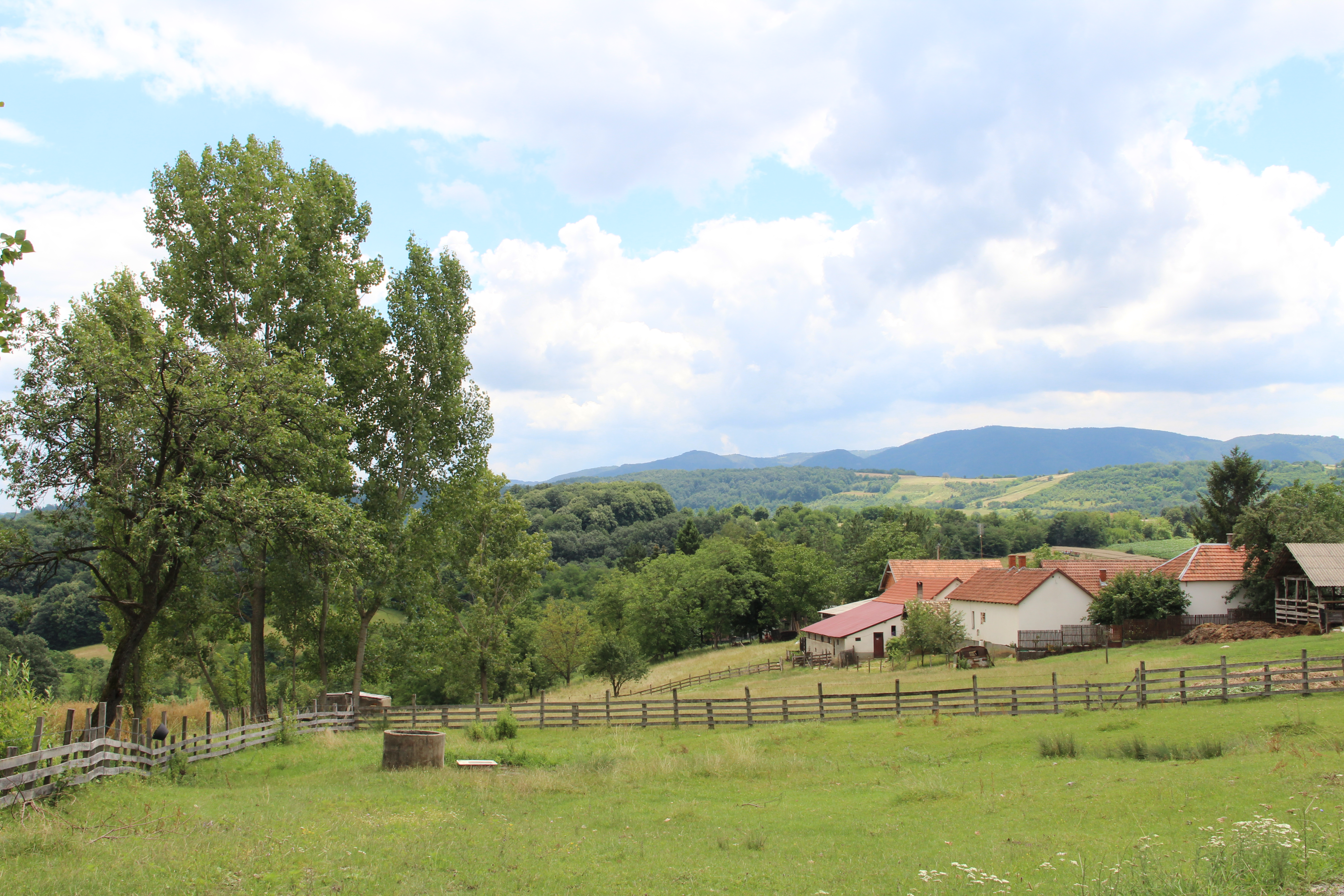
Robaje - panorama
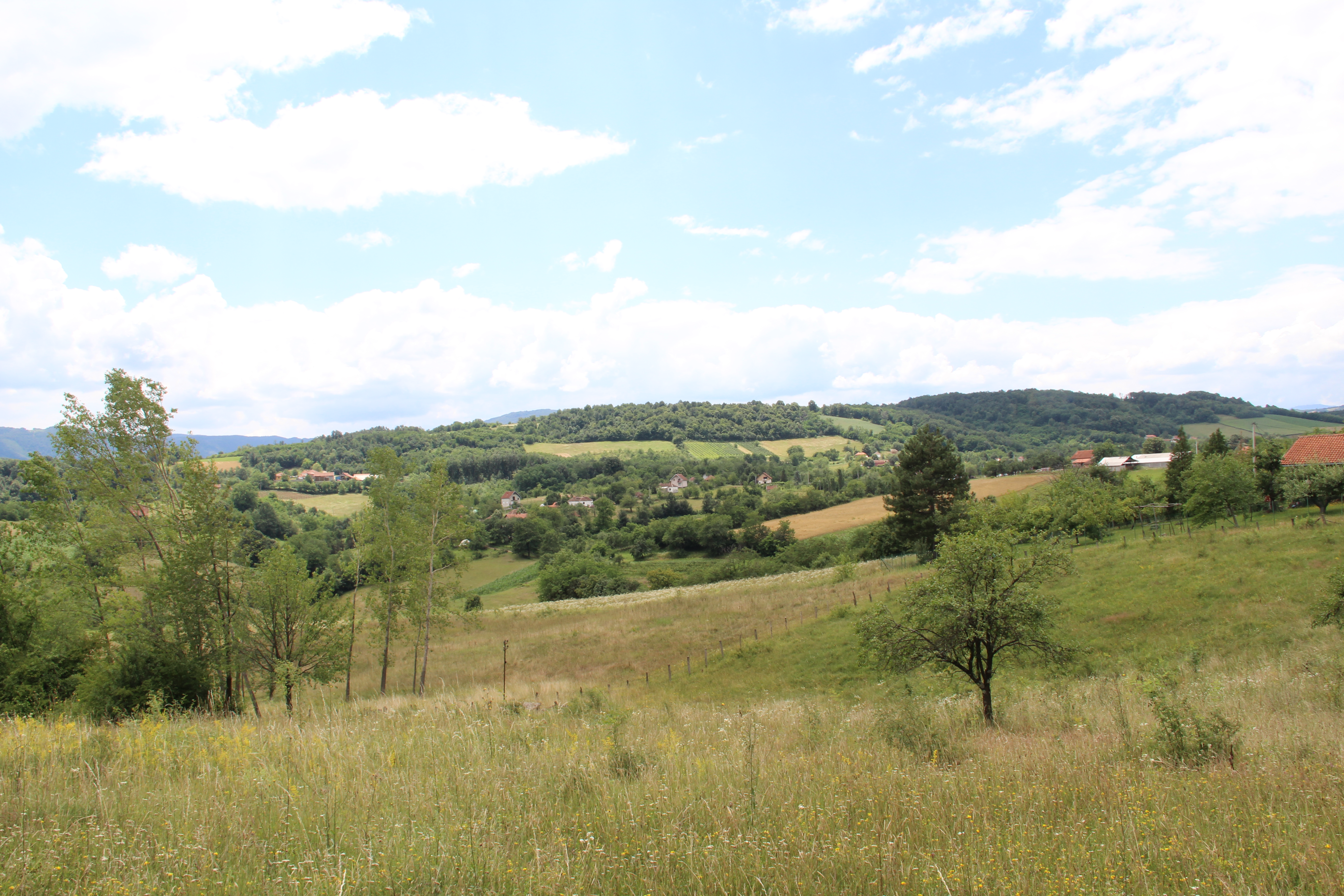
Robaje - panorama
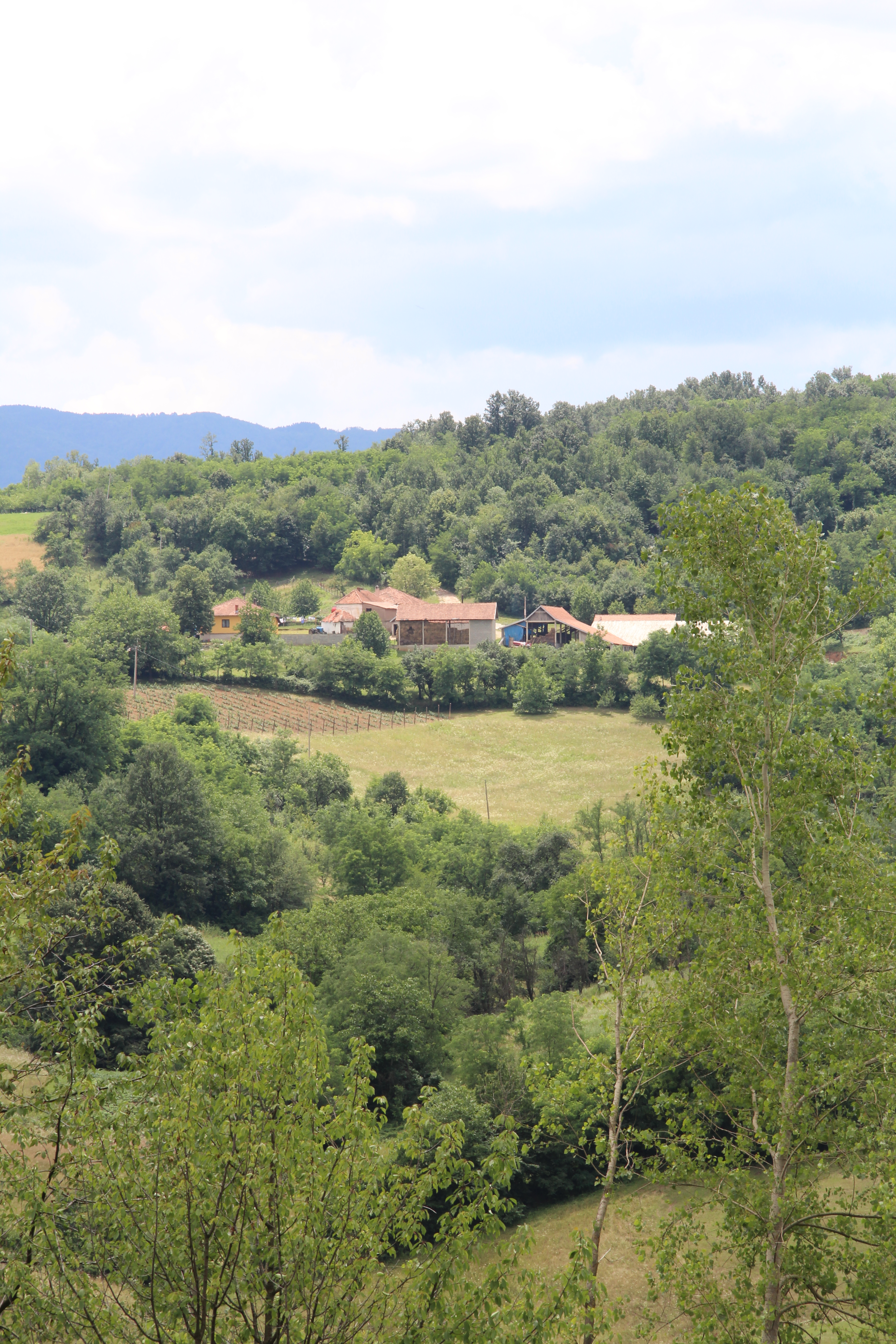
Robaje - panorama
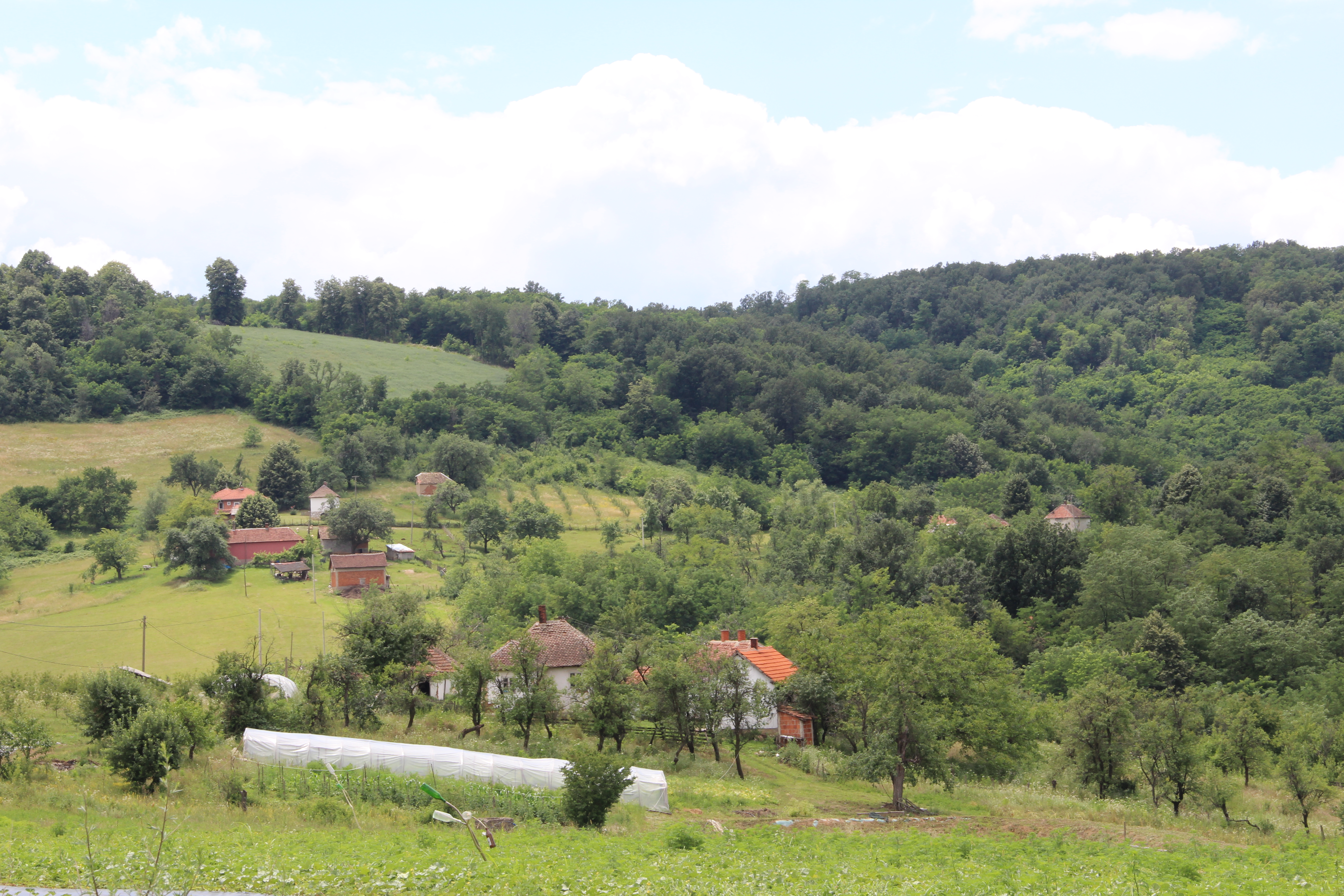
Robaje - panorama
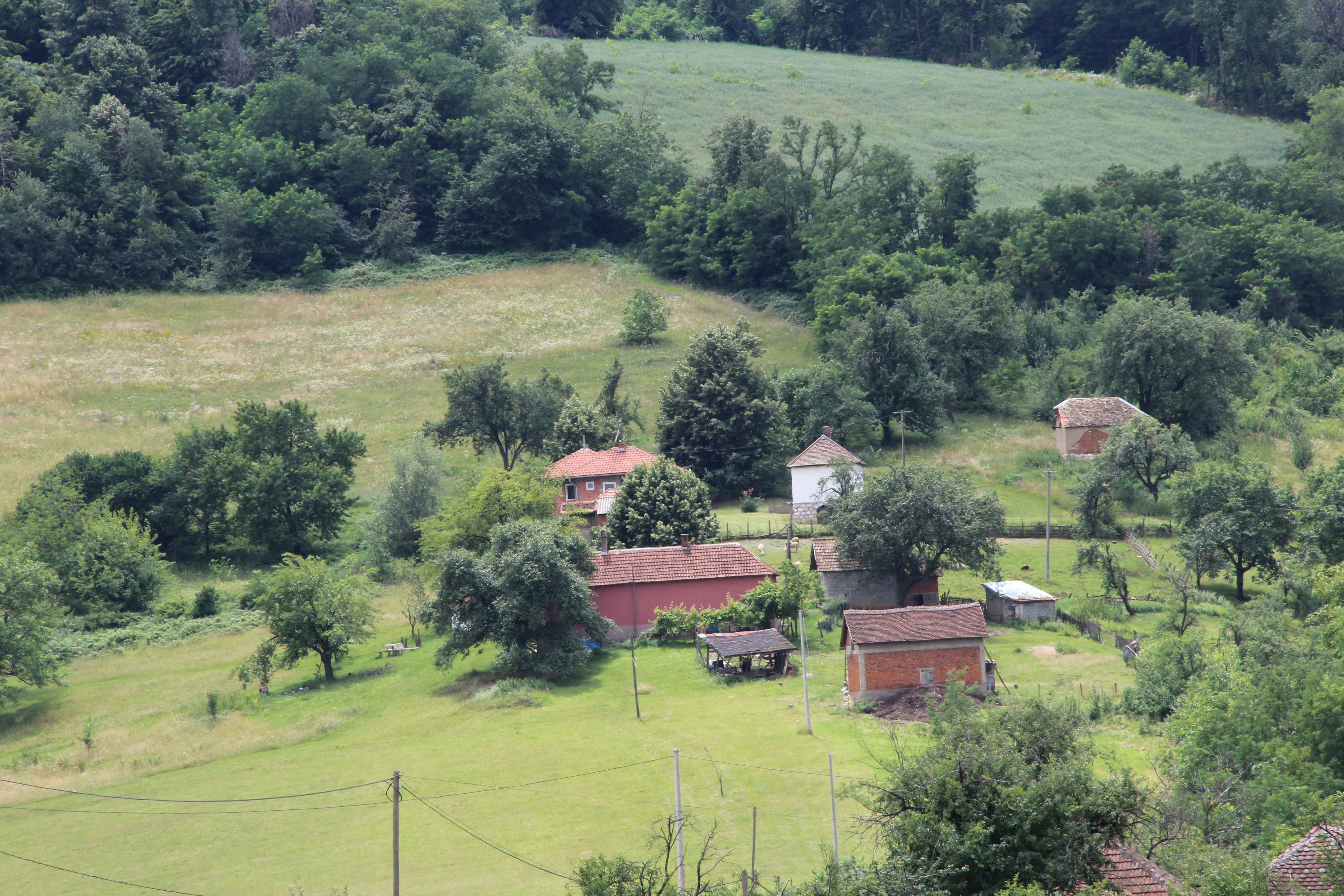
Robaje - panorama
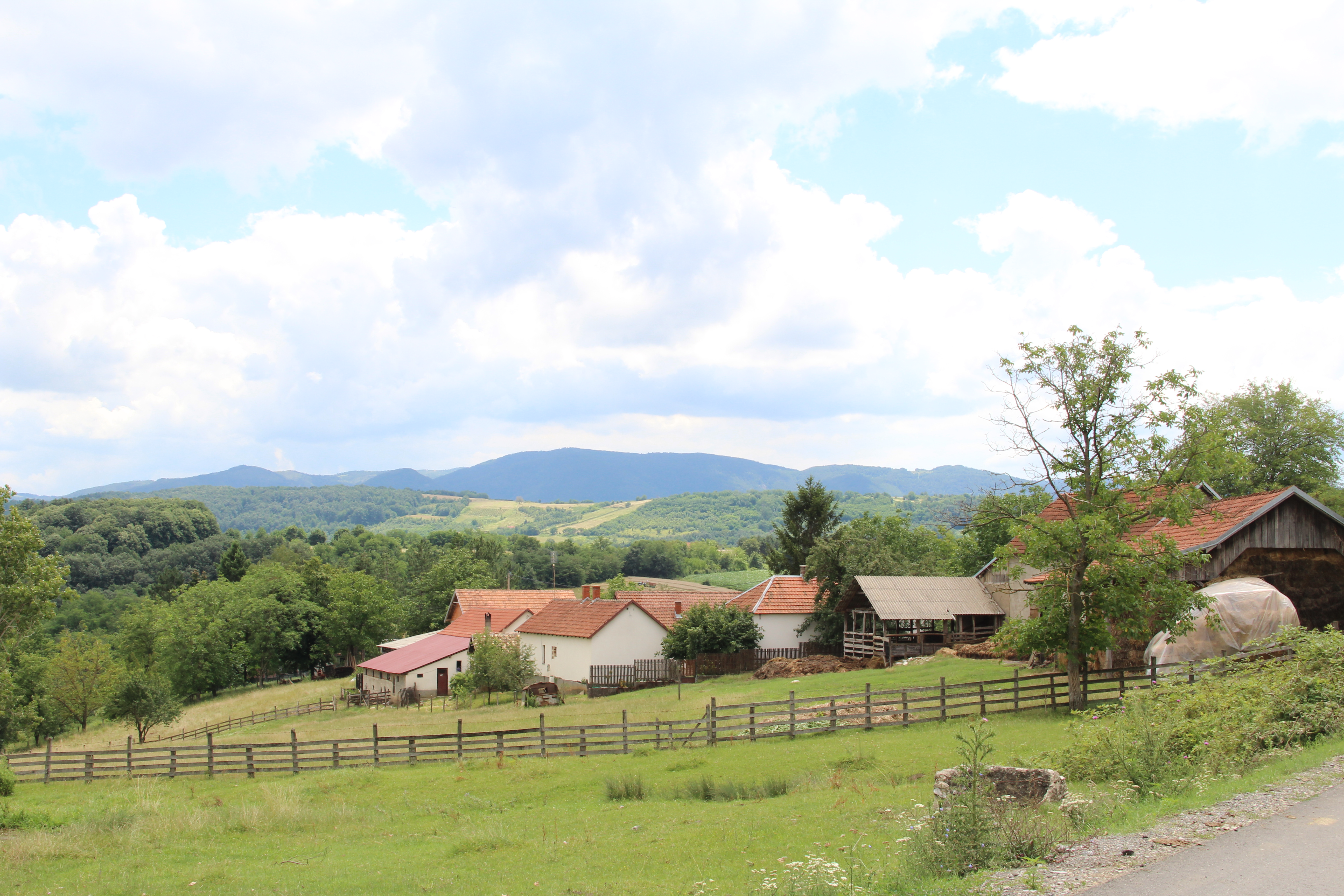
Robaje - panorama

## Demografia
| 1948 | 1953 | 1961 | 1971 | 1981 | 1991 | 2002 | 2011 |
| ---- | ---- | ---- | ---- | ---- | ---- | ---- | ---- |
| 862  | 868  | 836  | 741  | 667  | 524  | 511  | 406  |